# Stephen Wolfram

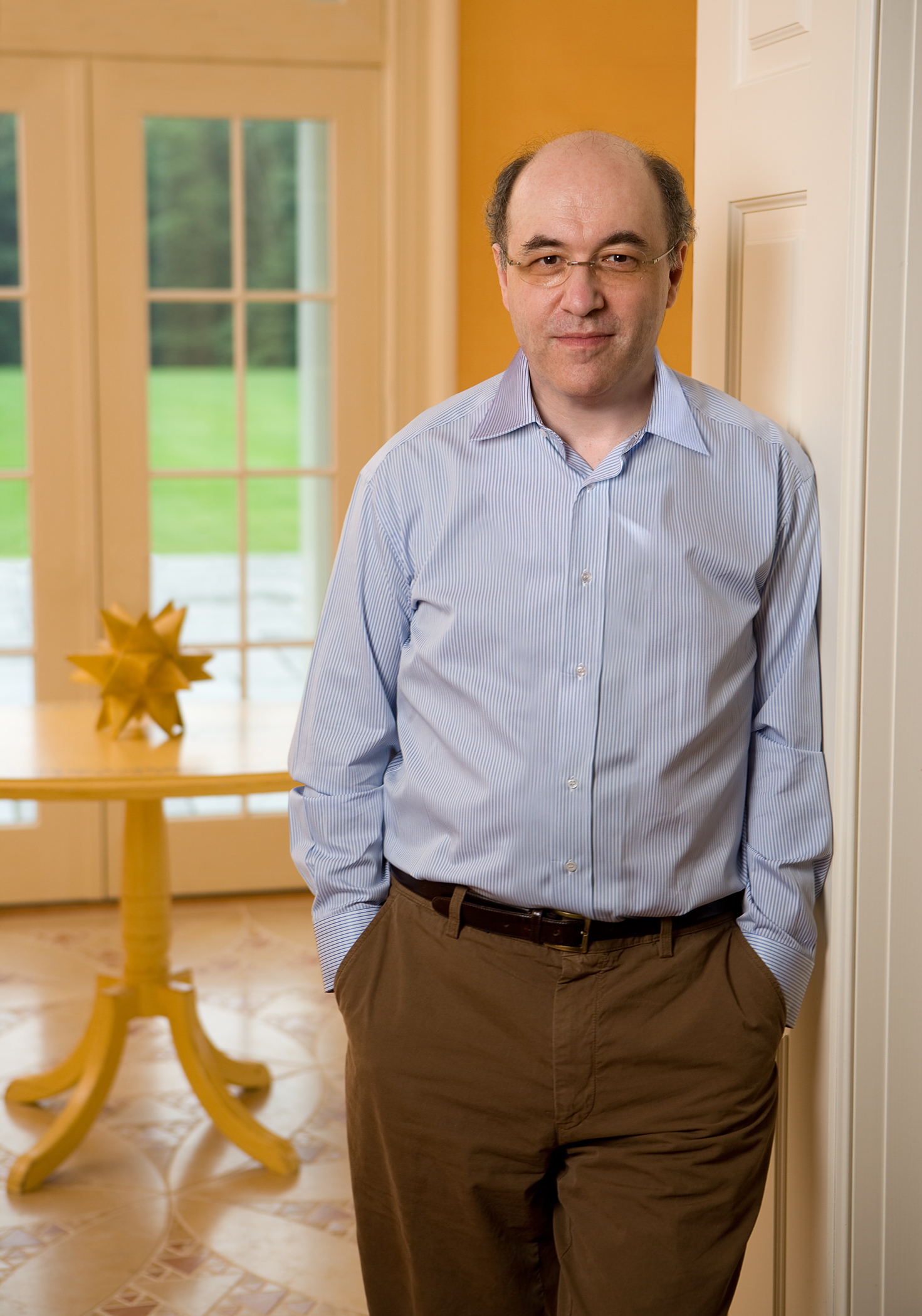
Stephen Wolfram (2008)

Stephen Wolfram (* 29. August 1959 in London) ist ein britisch-amerikanischer Informatiker, theoretischer Physiker und Mathematiker, der für die Konzeption der Software Mathematica und seine Forschung über zelluläre Automaten bekannt ist.

## Leben
Stephen Wolframs jüdische Eltern flüchteten aus Deutschland nach England. Sein Vater Hugo Wolfram wurde dort mittelständischer Unternehmer und nebenher Schriftsteller, seine Mutter Sybil Wolfram wurde Professorin der Philosophie in Oxford. Sein jüngerer Bruder ist Conrad Wolfram.
Wolfram wird gelegentlich als Wunderkind bezeichnet. 1975 veröffentlichte er mit 15 Jahren als Schüler des Eton College einen Artikel über Teilchenphysik. Ein Jahr später begann er sein Physikstudium am St John’s College der Universität Oxford und setzte dies 1978 am California Institute of Technology (Caltech) fort. Er beschäftigte sich zunächst mit Zusammenhängen zwischen Kosmologie und Elementarteilchenphysik, später arbeitete er im Bereich der Theorie der starken Wechselwirkung. 1979 promovierte er am Caltech.
Von 1979 bis 1981 leitete er die Entwicklung des Computeralgebrasystems SMP (Symbolic Manipulation Program, einer Vorgängerversion von Mathematica) im Fachbereich Physik des Caltech. Wegen eines Streits über geistiges Eigentum im Zusammenhang mit SMP verließ er die Universität.
1983 nahm er eine Stelle an der School of Natural Sciences des Institute for Advanced Study an. Dort befasste er sich an der Seite von Richard Feynman mit zellulären Automaten, die er auf zahlreiche weitere Gebiete anwandte (Kryptographie und Hydrodynamik). 1986 wechselte er an die University of Illinois at Urbana-Champaign, wo er das Center for Complex Systems Research (CCSR) gründete. Dort begann er die Entwicklung der Mathematik-Software Mathematica, die im Juni 1988 erschien. 1987 gründete er die Firma Wolfram Research mit Sitz in Champaign, IL, die die Software seitdem vermarktet und weiterentwickelt. Wolfram ist Geschäftsführer und Hauptaktionär des Unternehmens. Die in Mathematica verwendete Programmiersprache wurde als Wolfram Language auch unabhängig von Mathematica vertrieben.
Wolfram ist Mitbegründer und Herausgeber des seit 1987 erscheinenden Journals Complex Systems, des ersten wissenschaftlichen Journals in diesem Forschungsfeld. Es umfasst relevante Beiträge zu komplexen Systemen aus Mathematik, Physik, Informatik und Biologie.
Im April 2013 veröffentlichte er eine Datenauswertung von Nutzern des sozialen Netzwerkes Facebook. Mittels selbst entwickelter Software analysiert Wolfram Verhältnisse und Gesprächsthemen der Beteiligten und stellt die Ergebnisse auch grafisch dar.
Stephen Wolfram ist mit einer Mathematikerin verheiratet, mit der er vier gemeinsame Kinder hat. Die Familie lebt in Concord, Massachusetts.

## A New Kind of Science
2002 erschien sein Buch A New Kind of Science (Eine neuartige Wissenschaft), das auf seiner Arbeit und Forschung zu komplexen Systemen aufbaut und mit zahlreichen visuellen Beispielen die Mächtigkeit von zellulären Automaten gegenüber traditionelleren mathematischen Modellen bei der Beschreibung der Natur zu zeigen versucht. Wolframs Hauptaussage ist, dass das Universum ein digitales Wesen hat und fundamentalen Gesetzen gehorcht, die als einfache Programme (simple programs) beschrieben werden können. Er prophezeit, dass diese Erkenntnis, wird sie von der Wissenschaftsgemeinschaft angenommen, großen und revolutionären Einfluss auf die Physik, Chemie und Biologie und die meisten wissenschaftlichen Gebiete haben wird. Daher kommt auch der Titel seines Buches.
Seit der Veröffentlichung des Buches engagiert sich Wolfram, die Kernaussagen von A New Kind of Science durch Vorträge, das Abhalten von Konferenzen und durch thematisch relevante Sommerkurse für Schüler und Studenten einem breiteren Publikum nahe zu bringen. Im April 2020 gab er bekannt, nach fast 50-jähriger Forschungstätigkeit vielleicht einen Weg zu einer fundamentalen Theorie der Physik gefunden zu haben.

## Wolfram Research, Inc.
Stephen Wolfram ist Gründer und CEO des Unternehmens Wolfram Research mit Hauptsitz in Champaign, Illinois. Das Flaggschiff-Produkt von Wolfram Research ist Mathematica, eine integrierte Entwicklungsumgebung für die Berechnung, Simulation, Analyse und Dokumentation von technischen Problemstellungen. Wolfram ist neben der Unternehmensführung intensiv in die Entwicklung neuer Technologien und des funktionalen Produktdesigns innerhalb des Unternehmens eingebunden.

### Wolfram Language
Im Juni 2014 stellte Wolfram die Wolfram Language als eine allgemeine Multiparadigma-Programmiersprache vor. Die zugehörige Dokumentation war bereits im Oktober 2013 veröffentlicht worden, zeitgleich mit der Bündelung von Mathematica und der Wolfram Language auf dem Einplatinencomputer Raspberry Pi. Obwohl die Wolfram Language auf eine über 25-jährige Entwicklungsgeschichte zurückblickt und die Hauptprogrammiersprache in Mathematica war, wurde sie erst 2014 offiziell so genannt. Wolframs Sohn, Christopher Wolfram, gab beim SXSW eine Live-Coding-Demonstration mit der Wolfram Language und bloggt für Wolfram Research über die Wolfram Language.
Am 8. Dezember 2015 erschien in den USA Stephen Wolframs Buch „An Elementary Introduction to the Wolfram Language“, eine Einführung in die Wolfram Language und die ihr eigene Art des berechnungsorientierten Denkens, speziell für Menschen ohne Programmierkenntnisse.

### Wolfram Alpha
Im März 2009 kündigte er in seinem Blog die neuartige Suchmaschine Wolfram Alpha an, eine Computational Knowledge Machine, die erstmals Antworten auf Fragen berechnen können soll, anstatt wie z. B. Google auf eine reine Datenbank zurückzugreifen. Die Ankündigung sorgte für erhebliche mediale Resonanz, über Wolfram Alpha wurde weltweit in mehreren hundert Zeitungen und Zeitschriften berichtet. Die Suchmaschine ist seit dem 16. Mai 2009 frei verfügbar.
Wolfram Alpha wurde außerdem in Bing von Microsoft und Siri von Apple verwendet.

## Wolfram Physics Project
Im April 2020 kündigte Wolfram das Wolfram Physics Project an: ein Crowdsource-Forschungsprojekt, um die Relativitätstheorie, Gravitation und Quantenmechanik zu einer Fundamentaltheorie zu verbinden. Wolfram behauptet, alle Gesetze der Physik zu einem Hypergraphen zu reduzieren und erklären zu können. Dieser Ansatz baut auf den Ideen auf, die er in seinem Buch A New Kind of Science beschreibt.
Die Grundidee ist die Erforschung der aufkommenden Komplexität abstrakter Reduktionssysteme (in Wolfram MathWorld als „Substitutionssystem“ (substitution system) bezeichnet), wobei die untersuchten Systeme hauptsächlich an einem minimalistischen Extrem liegen. Viele der in diesen Systemen erhaltenen Berechnungsphänomene weisen Analogien zu Wolframs früheren Untersuchungen an zellulären Automaten auf. Wolfram behauptet, dass aus einem extrem einfachen Modell die Spezielle Relativitätstheorie, die Allgemeine Relativitätstheorie und die zentralen Ergebnisse der Quantenmechanik reproduziert werden können. Man könne aus einigen wenigen Punkten im Raum und einer Regel, die weitere Punkte erzeugt, ein Modell entwickeln, das das reale Universum – als Hypergraph – abbildet. Die gewählte Regel bestimmt, wie sich der Graph in der nächsten Iteration entwickelt, und so kann die Ausführung einfacher Regeln zu komplexem Verhalten führen. Genau diese Ursprungs-Regel, um damit die Theory of Everything aufzustellen, möchte Wolfram in diesem Community-Forschungsprojekt finden.
Wolframs Forschungsprojekt fand unmittelbar nach seiner Veröffentlichung inmitten der COVID-19-Pandemie wenig Beachtung im deutschsprachigen Raum.

## Touchpress
Im Jahr 2010, kurz nach dem Launch des iPads, gründete Wolfram zusammen mit Theodore Gray, Max Whitby und John Cromie Touchpress. Das Unternehmen spezialisierte sich auf die Entwicklung von hochwertigen pädagogischen Apps und Spielen, die ein breites Spektrum an Themen abdecken und sich an Kinder, Eltern, Schüler und Pädagogen richten. Touchpress entwickelte „lebendige Bücher“ mit vielen interaktiven Elementen, die den Lesern ein tieferes Verständnis des Themas vermitteln sollten. Touchpress hat in Zusammenarbeit mit Unternehmen wie Disney, Deutsche Grammophon, National Geographic sowie Schauspielern und Musikschaffenden mehr als 100 Apps veröffentlicht. Das Unternehmen hat sich 2016 in „Amphio“ umbenannt und ist nicht mehr aktiv.

## Audiovisuelle Arbeit
Gemeinsam mit seinem Sohn Christopher wirkte er als wissenschaftlicher Berater beim Film Arrival mit und wurde dafür am Raw Science Film Festival mit dem Kip Thorne Gravity Award for Best Depiction of a Scientific Principle (Linguistik) und dem Wolfram Award Best Technical Advisor (für den Stephen Wolfram als der erste Preisträger dieser Kategorie Namensgeber ist) ausgezeichnet.
2017 beschloss Wolfram, die firmeninternen Meetings des Entwicklerteams der Wolfram Language live im Internet zu streamen. Teilnehmer können bei diesen Meetings Anregungen kundtun und Funktionen sowie Namen für neue Funktionen vorschlagen, und sich beim Lösen komplexer Probleme einbringen. Die Meetings werden auf YouTube Live, Facebook Live und Twitch.TV live gestreamt und danach auf Stephen Wolframs Website archiviert.
Seit 2018 betreibt Wolfram außerdem einen Podcast, in dem er verschiedenste Themen von der Wissenschaftsgeschichte bis hin zur Zukunft der Künstlichen Intelligenz diskutiert.

## Rezeption

### Theorie von Allem
In einem mehrere hundert Seiten langen Pre-Print formulierte Wolfram 2020 seine Theory of Everything, nach der sich wichtige Gesetze der Physik in einem Modell formulieren lassen, das der Ausführung einfacher Computercodes auf Graphen entspricht, wobei sich der Graph dabei verändern kann. Wolfram behauptete, damit wichtige Aspekte von Allgemeiner Relativitätstheorie und Quantenmechanik reproduziert zu haben, was von Wissenschaftlern wie Scott Aaronson und Daniel Harlow aber kritisch aufgenommen wurde. Die zugrundeliegenden Ideen hätten bereits vor Wolfram existiert, außerdem könnten existierende Theorien die referenzierten Sachverhalte besser beschreiben als das vorgestellte Modell. Sabine Hossenfelder bezeichnete die Lektüre als Zeitverschwendung und Selbstdarstellung, in einem späteren Video 2024 erklärte sie allerdings, dass ihrer Meinung nach „das Forschungsprojekt sehr gut läuft“ und es „an der Zeit ist, dass ihm Physiker etwas mehr Aufmerksamkeit schenken“.

### Auszeichnungen
1981 wurde er MacArthur Fellow. 2009 erhielt er den Friedrich L. Bauer-Preis der Technischen Universität München. Er ist seit 2012 Fellow der American Mathematical Society.
2013 wurde er mit dem Caltech 2013 Distinguished Alumni Award ausgezeichnet. Für seine wissenschaftliche Mitarbeit am Film Arrival erhielt er den Kip Thorne Gravity Award for Best Depiction of a Scientific Principle und den Wolfram Award Best Technical Advisor. 2023 wurde Wolfram in die American Academy of Arts and Sciences gewählt.

## Werke
- The Second Law: Resolving the Mystery of the Second Law of Thermodynamics. Wolfram Media Inc., Campaign Ill 2023. ISBN 978-1-57955-083-7.
- Metamathematics: Foundations & Physicalization. Wolfram Media Inc., Champaign Ill 2022. ISBN 978-1-57955-076-9.
- Combinators: A Centennial View. Wolfram Media Inc., Champaign Ill 2021. ISBN 978-1-57955-043-1.
- A Project to Find the Fundamental Theory of Physics. Wolfram Media Inc., Champaign Ill 2020. ISBN 978-1-57955-035-6.
- Adventures of a Computational Explorer. Wolfram Media Inc., Champaign Ill 2019. ISBN 978-1-57955-026-4.
- Idea Makers: Personal Perspectives on the Lives & Ideas of Some Notable People. Wolfram Media Inc., Champaign Ill 2016. ISBN 1-57955-003-7.
- An Elementary Introduction to the Wolfram Language. Wolfram Media Inc., Champaign Ill 2015. ISBN 1-944183-00-0.
- A New Kind of Science. Wolfram Media Inc., Champaign Ill 2002. ISBN 1-57955-008-8.
- Two-dimensional cellular automata. in: Journal of Statistical Physics. Dordrecht 38.1985, Nr. 5–6, 901–946. ISSN 0022-4715
- Theory and Applications of Cellular Automata (including Selected Papers 1983–1986). World Scientific Publishing 1986. ISBN 9971-5-0123-6
- Mathematica. A System for Doing Mathematics by Computer. Addison-Wesley, Reading Mass 1991. ISBN 0-201-51502-4.